# Pozo de San Pancrazio
El Pozo de San Pancrazio se halla en la ciudad de Cagliari, en la Plaza Indipendencia, y fue encontrado en el 1994, y explorado por el “Gruppo Speleo-Archeologico Giovanni Spano” de Cagliari.

## Historia
Se cree que el Pozo de San Pancrazio fue construido en época medieval por la forma de la excavación y por una inscripción ahora perdida. La inscripción decía que el foso fue construido en el 1253, durante la dominación pisana.
El primer histórico que describió el Pozo fue Giuseppe Cossu en el año 1780, escribió que “la fuente tenía una profundidad de 100 ‘trabucchi’” y hay una inscripción que prueba que es del tiempo pisano. Cossu refiere el texto de la inscripción, que era “Hoc opus confectum Anno Domini MCCLIII”.
Hasta primeros años de 1800, la fuente de San Pancrazio, junto a la de Santa Lucía y de Santa Croce, fue una de las más importantes y activas en Cagliari.
Las tres fuentes, de propiedad de la administración cívica, eran las solas periódicamente controladas y reparadas en caso necesario. Ellas se daban en pública subasta por tres años, y para publicar la convocatoria de licitación , se fijaban carteles en las puertas de la ciudad con la invitación a participar. Era obligatorio por el contratista mantener siempre con un estado decente y en función la fuente, para dar agua a todo el público. El contratista se hacía cargo de las más pequeñas reparaciones, mientras las reparaciones más costosas eran pagadas por la administración de la ciudad.
Estudiando y examinando los contratos de pública subasta, se encuentran particulares muy interesantes para reconstruir la historia del pozo. En el año 1733, Bernardino Solinas se adjudica la fuente, que valía 113 liras y 15 soldi, tenía 22 ruedas de cuerda, 200 recipientes de creta, 8 ruedas de cuerda viejas y 3 caballos. Las cuerdas eran la más cosas preciosas del pozo: fueron fabricadas con una fibra vegetal muy resistente al agua, que venía usada para las cuerdas náuticas y recabada para trabajo del junco marino.
Por contrato el contratista tenía la obligación de mantener hombres y carros cargados de barriles llenos de agua paseando por las calles del barrio de Castello.
En el año 1823 el pozo de San Pancrazio cesó su actividad por muchos meses y fue el centro de un gran trabajo de restauración. Este trabajo está así descrito por el canónico Giovanni Spano en su libro “Guida di Cagliari”:
“Antes del agujero, el mecanismo y los recipientes estaban en medio de la plaza. Así la plaza perdía sus funcionalidades prácticas, siendo además el refugio para los caballos que giran la rueda mañana y noche para tirar de agua, que se lleva en barriles paseándose por la ciudad por las familias.
Las voces del público pedía una reforma de este lugar, porque el fango en invierno y el hedor en verano fastidiaban a los habitantes que pasaban por la plaza para dirigirse al paseo. Fue el conde D. Carlo Boyl, en aquel tiempo Coronel e Inspector de la Artillería Real, que propuso reemplazar la estructura bajo tierra, excavando en la roca para colocar el mecanismo del molino, descendiendo por una rampa que se encuentra en la esquina izquierda de la plaza, y cubriendo la sala y la galería con una gran bóveda. El agua extraída pasaba por un conducto de plomo que se encuentra bajo el nivel de la plaza; y arriba en la plaza Santa Croce, donde se encontraba el depósito y donde los carros se movían con facilidad para transportar el agua a la ciudad”.
El proyecto de construcción de la bóveda fue realizado en el 1824, y para examinar la solidez del trabajo, sobre la bóveda fueron colocados cuatro cañones de bronce y se dejaron durante semanas sin que la bóveda sufriese algún daño.
En los años siguientes la concesión del pozo fue puesta en subasta con las mismas cláusulas, hasta que a partir de 1840, los contratistas perdieron interés. La gestión del pozo era siempre menos barata, porque el agua de San Pancrazio debía ser llevada con la rueda, y la manutención de los caballos grababa mucho en la ganancia del contratista.
Así, si bien la carestía de agua afligiese la ciudad, el canónigo Spano escribía: “durante algún tiempo la fuente no está activa por falta de contratistas que no encuentran beneficio”.
El 3 de marzo de 1867 fue acabado el primer acueducto de la ciudad, y la suspirada agua llegaba a Cagliari de las montañas de Corongiu: se cerraba así por siempre la historia del Pozo de San Pancrazio.

## El Pozo ahora
El Pozo se halla en el centro de la Plaza Independencia y tiene la boca bajo tierra, a una profundidad aproximada de 4 metros. Se puede acceder al Pozo a través de un foso que se encuentra al lado de la plaza. La entrada del Pozo conduce a una galería larga 30 metros que lleva al centro de la plaza.
En la galería, a la izquierda hay dos locales con bóvedas; estos locales se piensa que fueran usados por los animales que movían la rueda. Esta idea es valorada por las anillas de hierro en la pared y el abrevadero hecho con un sarcófago romano. Sobre el abrevadero se encuentra una forma que se piensa que retrate a Carlo Boyl.
La galería está clavada en la roca y está reforzada por una vuelta a bóveda de bloques de caliza.
En las paredes de la galería se encuentran los fosos usados en el 1823 para la construcción de la bóveda. En la galería hay también un canal de desagüe usado para:
- Llevar el agua al abrevadero;
- Llevar el agua hasta al Bastione Santa Croce, a la Cisterna más grande del barrio.

Al final se encuentra el Pozo cubierto por una bóveda con dos agujeros donde pasaban los odres de la rueda.
La forma del Pozo es cuadrada, y de lado mide 6 metros en la parte más alta y 4 metros en la más profunda. La profundidad es de 77 metros en la parte al aire, y 11 metros en la parte con agua.

## Plaza Independencia
Se llega por Calle Martiri. La Plaza está delimitada por el Conservatorio de las Hijas de la Providencia y por el antiguo palacio de las “Seziate”, así denominado por las sesiones en las cuales el Virrey escuchaba las súplicas de los reclusos en la cercana Torre de San Pancrazio.
A continuación la descripción de los edificios que se encuentran en la Plaza.

### La Torre de San Pancrazio
La Torre se encuentra en la plaza Independencia; la Torre tenía la función de regio cárcel. El edificio a la izquierda de la torre era el hospital para los hombres en el cárcel.
Sobre la grande arcada que es el paso para salir de Castello se ve la inscripción que refiere el año de la última restauración: Carolus Albertus I - Equite D. Josepho Montiglio de Ottiglio et Villanova Prorege auxit ornavit A.D. MDCCCXXXVIII. 
Esta Torre está situado a 129 metros sobre el nivel del mar. Es la más alta de la ciudad, con sus 30 metros y más, y de sobre su parte más alta se puede admirar una buena parte de la Playa y de la isla de Cerdeña. El general Alberto La Marmora la utilizó como punto trigonométrico para el trabajo sobre los mapas de Cerdeña.
Se llama de San Pancrazio porque en la antigüedad había una iglesia cercana dedicada a este santo.
La Torre fue erigida en el año 1303 por los Pisanos, como refiere la inscripción en mármol que se encuentra al lado de la entrada: 
Sub annis milleno nostri Redemptori
quino tercenteno bine indictionis
Dei Deoruma
Dominorum tempore Becli alleata
Raynerii de balneo turris haec fundata
Castellanorum
Cujus operarius fuit cinstitutus
Bectus Calzolarius providus astutus
Ubique locorum
Atque scriba publicus sibi assignatus 
Eldisius notarius qui sut Deo gratus
Celi Celorum
Cefas hujus fabricae opera sedula
Architeptorum optimus Joannes Capula
Murariorum.
En el antigüedad el paso estaba bajo la misma torre, donde había una puerta a cierre que llevaba a la calle donde se encuentra el Arsenal. Pero, cuando la Torre fue destinada a cárcel, el paso fue desplazado a la izquierda.
En la Torre, en la conjuración del 6 de julio de 1795, fue matado el administrador Girolamo Pitzolo y su cuerpo fue expuesto desnudo a los indultos de la población.

### Conservatorio de las Hijas de la Providencia
El Conservatorio de las Hijas de la Providencia fue construido en el ‘700. En la antigüedad era un colegio para nobles, pero en el siglo XIX se convirtió en institución caritativa por huérfanas.
El Conservatorio se encontraba en origen en una casa en la calle San Giuseppe, en el barrio de Castello, y se mantenía gracias a la caridad de la ciudad. El instituto nació por iniciativa de padre Gian Battista Vassallo de la “Compagnia di Gesù” para acoger las niñas pobres y educarlas en modo cristiano, enseñando los trabajos para llegar a ser buenas madres de familia.
En 1822 el Virrey conde D’Agliano ocasionó muchas mejoras al instituto y nombró administrador al sacerdote Lorenzo Frasseto de Nulvi. En el instituto fue fundada una fábrica para la tejedura del algodón, del lino y de la seda, y las educandas fueron formadas para estos trabajos. 
El crecimiento del instituto obligó a ”buscar otros locales, y así el gobierno cedió al Conservatorio el antiguo edificio del Colegio de los Nobles, ubicado en la Plaza Independencia. El proyecto de restauración para adaptarlo a las nuevas exigencias fue hecho por el ingeniero E. Marchesi, y el nuevo edificio fue ocupado desde 1831. Aquí enseñó de 1885 a 1889 Sor Giuseppina Nicoli, hoy dichosa.
En el tiempo el Conservatorio fue colegio para muchachas, hasta su clausura, saludos al final de lo años 90. Ahora el edificio está cerrado.

### Palacio Seziate
El nombre del edificio se debe a las sesiones durante las cuales los virreyes españoles escuchaban las súplicas de los reclusos en la cercana Torre de San Pancrazio.
Dispuesto en dos plantas que se apoyan sobre una alta base al centro de la cual se encuentra la Puerta de la “Zecca” que pone en comunicación la Plaza Independencia con la Plaza Arsenal.
El núcleo original era de una sola planta y se remonta a finales del siglo XVI - principio del siglo XVII, mientras importantes trabajos de restauración para la construcción de la segunda planta fueron hechos en el 1825, como recuerda la inscripción sobre la puerta.
Al final del ‘800, con desplazamiento del cárcel en el nuevo edificio de Buon Cammino, las construcciones cercanas a la Torre de San Pancrazio fueron abandonadas o destinadas a otros usos.
Este Palacio a principios del ‘900 y hasta la mitad de los años ‘80 hospedó la Colección de la Pinacoteca Nacional de Cagliari. Ahora es la sede de las oficinas de la Soprintendenza para los Bienes Arqueológicos de las Provincias de Cagliari y Oristano. Se puede visitar el palacio a petición.

### Ex Regio Museo Arqueológico
Este fue el viejo edificio de la Casa de la Moneda, fundada en el 1339, donde eran acuñados los “Cagliaresi”, y fue restaurado y adaptado a Museo Arqueológico en el 1905 por Dionigi Scano.
Precedentemente fue sede además de la Armería (“S’Armeria Beccia”) y del cárcel femenino. Ahora acoge las oficinas de la Soprintendenza para los Bienes Arqueológicos.

## Puertas de entrada al barrio Castello
En la cercana Plaza Arsenale se encuentran dos puertas, Puerta Cristina y Puerta de San Pancrazio, que eran de protección a la entrada del barrio Castello.

### Puerta Cristina
Saliendo por la Puerta de la Zecca, a la izquierda está Puerta Cristina, de arquitectura dórica y proyecto de Carlo Boyl, que la diseñó conforme a la puerta Angelica de Roma.
Superando la puerta se llega al cuartel y al paseo de Buon Cammino. Sobre la puerta se puede leer la inscripción: Karolus Felix Rex viam planiorem brevioremque a Kastro Karalis ad portam arcis regiamo aperuit Maria Cristina Regina - Portae egressus in apertam viam nomen suum imposuit MDCCCXXV. Januario Rotario Regni Praeside.

### Puerta de San Pancrazio
A la derecha de la Puerta de la Zecca está la Puerta de San Pancrazio, donde en la antigüedad había un puente levadizo. Esta obra fue realizada en el 1723, bajo el Rey Vittorio Amedeo II, como refiere la placa en mármol colocada en el lado externo.